# Загребля (Рівненський район)
Загре́бля — село в Україні, у Рівненському районі Рівненської області. Населення становить 66 осіб.

## Географія
Село розташоване на лівому березі річки Усті.

## Історія
У 1906 році село Глупанін Здовбицької волості Острозького повіту Волинської губернії. Відстань від повітового міста 20 верст, від волості 7. Дворів 71, мешканців 450.

## Населення
Згідно з переписом УРСР 1989 року чисельність наявного населення села становила 85 осіб, з яких 39 чоловіків та 46 жінок.
За переписом населення України 2001 року в селі мешкало 66 осіб.

### Мова
Розподіл населення за рідною мовою за даними перепису 2001 року:
| Мова       | Кількість | Відсоток |
| ---------- | --------- | -------- |
| українська | 65        | 98.48%   |
| російська  | 1         | 1.52%    |
| Усього     | 66        | 100%     |